# Catharina Walleriansdotter
Catharina Walleriansdotter eller Catharina Wallerianintytär, född 1619, död 1692, var en svensk-finländsk företagare och ledare för ett handelshus. Hon bedrev ett handelshus i Viborg och beskrivs som en av 1600-talets rikaste köpmän i Finland, som under hennes livstid var en del av Sverige. 
Hon var dotter fältproviantmästaren i Riga Wallerian Jönsson Montanus och Brita Bertilsdotter, gifte sig först med domprosten i Narva Erik Falk (d. 1645) och 1652 med borgmästaren i Viborg Hans Schmedeman (d. 1655) och 1660 med Mårten Mums d.y. (d. 1662). Hon flyttade 1652 med sin son militären Simon Falk till Finland, och bosatte sig i Viborg. 
Catharina Walleriansdotter bedrev in- och utrikeshandel med Amsterdam, Lybeck och Cadiz. Hon ägde andelar i alla fartyg som vid denna tid var registrerade i Viborg. Hon kallades allmänt Mumskan och drev Mumskans krog i Mumskans stenhus. Hon var en av Viborgs mest förmögna borgare på sin tid och en känd profil i staden som det berättades många historier kring. 